# Eidola (гурт)
Eidola — американський рок-гурт із Солт-Лейк-Сіті, штат Юта, створений 2011 року. До складу гурту входять вокаліст, композитор та мультиінструменталіст Ендрю Уеллс, гітарист Серхіо Медіна, бас-гітарист Джеймс Джонсон, гітарист та екстрим-вокаліст Метью Доммер та барабанщик Метью Гансен. Вони самостійно випустили дебютний студійний альбом The Great Glass Elephant у 2012 році. У 2014 році гурт підписав контракт із Blue Swan Records і випустив другий і третій альбоми Degeneraterra (2015) і To Speak, To Listen (2017). У грудні 2017 року гітарист Брендон Баском покинув гурт і його замінив гітарист Royal Coda Серхіо Медіна.
Гурт випустив сингл «Counterfeit Shrines» у червні 2021 року, першу пісню за понад чотири роки, і випустив четвертий студійний альбом The Architect у вересні на Blue Swan Records і Rise Records. У лютому 2024 року гурт анонсував п’ятий студійний альбом Eviscerate разом із випуском головного синглу «No Weapon Formed Shall Prosper». Eviscerate вийшов у квітні 2024 року.

## Історія

### 2011–12: заснування таThe Great Glass Elephant
Гурт Eidola вперше сформувався як ембієнт постгардкор-гурт із чотирьох учасників із Солт-Лейк-Сіті, штат Юта, у 2011 році, до складу якого входили вокаліст і гітарист Ендрю Майкл Уеллс, скример і гітарист Метью Доммер, бас-гітарист Джеймс Джонсон і барабанщик Метью Гансен. Гурт отримав визнання місцевої гардкор-панк-сцени в районі Солт-Лейк-Сіті, зрештою завоювавши прихильників в Інтернеті та на місцевому рівні. Гурт відомий еклектичним поєднанням математичного року, пост-року, металкору, постгардкору та ембієнту, а також ексцентричними концертними виступами.
Гурт записав дебютний повноформатний студійний альбом із звукорежисером Ренді Корднером, який спродюсував, звів і виконав мастеринг запису. Гурт самостійно випустив дебютний студійний альбом The Great Glass Elephant 1 грудня 2012 року.

### 2013–16:Degeneraterra
Наприкінці 2013 року гурт додав гітариста Брендона Баскома, який взяв на себе гітарні обов’язки, щоб дозволити Ендрю зосередитися на вокалі. З 5 по 12 грудня 2014 року Eidola відіграли короткий тур з американським гуртом I, Omega у США.
Eidola почали записувати другий студійний альбом з гітаристом Dance Gavin Dance Віллом Своном і колишнім гітаристом Dance Gavin Dance Джошем Бентоном у 2014 році. Альбом записали і продюсували на Pus Cavern Recording Studios в Сакраменто, Каліфорнія. Другий студійний альбом, Degeneraterra, вийшов 5 травня 2015 року, і це був перший реліз гурту на незалежному звукозаписному лейблі Свона, Blue Swan Records.
На підтримку Degeneraterra гурт вирушив у хедлайнерський тур з 18 жовтня по 8 листопада 2015 року за підтримки рок-гуртів Makari та Que Sera. 31 травня 2016 року гурт оголосив, що їде в тур на підтримку туру Hail the Sun разом з Belle Noire з 18 по 25 липня 2016.

### 2017–2019:To Speak, To Listen
З 24 лютого по 19 березня 2017 року Eidola відвідали Північну Америку як супроводжувальний гурт під час спільного туру Dance Gavin Dance і CHON разом з Vasudeva. 28 березня 2017 року було оголошено про тур Eidola на підтримку хейдайнерського туру Hail the Sun по США з американськими рок-гуртами Capsize і Limbs, який пройшов з 21 травня по 24 червня 2017 року.
28 квітня 2017 року Eidola анонсували третій студійний альбом під назвою To Speak, To Listen, вихід якого запланований на 2 червня 2017 року на Blue Swan Records. Гурт розповів, що записувався з продюсером Дрю Овенсом. ВДо альбому увійшли спільні роботи з американським музикантом Джої Ланкастером, колишнім бас-гітаристом A Lot Like Birds Меттью Коутом і музикантом і саксофоністом Ніколасом Поупом.
На підтримку To Speak, To Listen гурт виступив хедлайнером північноамериканського туру з гуртами The Ongoing Concept і Save Us From The Archon, який проходив з 17 серпня по 19 вересня 2017 року.
15 грудня 2017 року Eidola оголосили про хедлайнерський тур To Speak, To Listen Tour за підтримки рок-гурту Capstan і співака Андреса, який відбувся з 8 лютого по 3 березня 2018 року. Того ж дня гурт випустив інструментальну версію третього студійного альбому To Speak, To Listen.

### 2019–2023:The Architect
11 листопада 2019 року гурт підтвердив, що четвертий студійний альбом завершено та він буде «готовий на початку 2020 року» з оголошенням про тур на підтримку його випуску. У грудні 2019 року було підтверджено, що Eidola виступить на другому щорічному фестивалі SwanFest 25 квітня 2020 року в Сакраменто, Каліфорнія. Через пандемію COVID-19 SwanFest було перенесено на квітень 2022 року, і гурт не оголосив хедлайнерський тур 2020 році. У квітні 2020 року Ендрю Уеллс підтвердив, що майбутній четвертий альбом буде називатися The Architect, але висловив невизначеність щодо дати релізу через спалах COVID-19 і його вплив на музичну індустрію.
29 червня 2021 року Eidola випустила сингл «Counterfeit Shrines», першу пісню за понад чотири роки, як головний сингл з четвертого студійного альбому The Architect, який вийшов 17 вересня 2021 року. У вересні та жовтні 2021 року гурт гастролював як супровід Afterburner Tour гурту Dance Gavin Dance.

### 2024:Eviscerate
9 лютого 2024 року Eidola випустили новий сингл «No Weapon Formed Shall Prosper» і анонсували п’ятий студійний альбом Eviscerate, який вийшов 12 квітня 2024 року.

## Музичний стиль
Звучання гурту Eidola описували як постгардкор, експериментальний рок, прогресивний рок, пост-рок, металкор, математичний рок і прогресивний метал.

## Дискографія
Студійні альбоми
- The Great Glass Elephant (2012)
- Degeneraterra (Blue Swan Records, 2015)
- To Speak, To Listen (Blue Swan Records, 2017)
- The Architect (Blue Swan Records/Rise Records, 2021)
- Eviscerate (Blue Swan Records/Rise Records, 2024)

Інші альбоми
- To Speak, To Listen (Instrumental) (2017)[13]

## Склад гурту
Поточний склад
- Ендрю Уеллс — вокал, гітара (з 2011)
- Джеймс Джонсон — бас-гітара (з 2011)
- Меттью Доммер — гітара, екстрим-вокал (з 2011)
- Меттью Гансен — барабани, перкусія (з 2011)
- Серхіо Медіна — гітара, бек-вокал наживо (з 2018)

Колишні учасники гурту
- Брендон Беском — гітара, бек-вокал наживо (2013–2017)

Гастрольні учасники
- Ян Джошуа Куперстайн — гітара, клавішні, бек-вокал наживо, періодично екстрим-вокал (з 2023)